# Gorod zažigaet ogni
Gorod zažigaet ogni (Город зажигает огни) è un film del 1958 diretto da Vladimir Jakovlevič Vengerov.